# Proportionaliteitsgrens

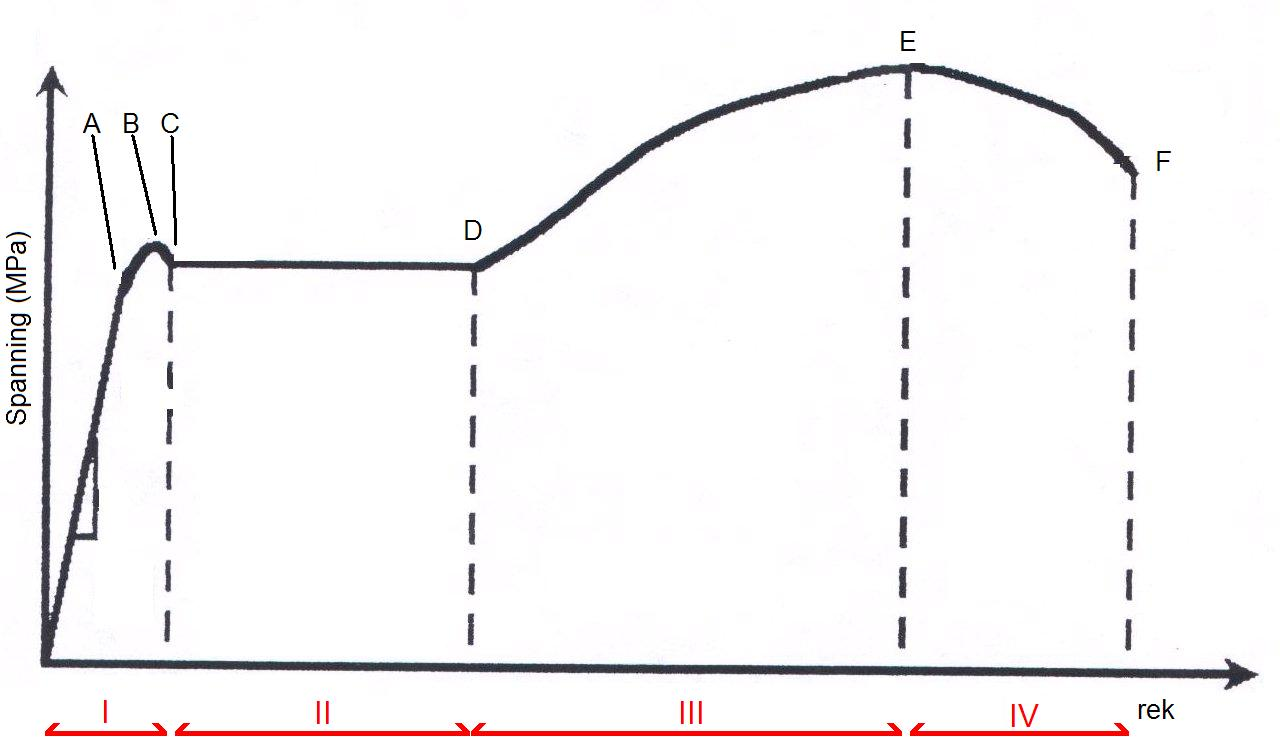
Trekproef zachtstaal. Spanning-rekdiagram.

De proportionaliteitsgrens of evenredigheidsgrens is het punt tijdens een trekproef, waar van de wet van Hooke {\displaystyle \sigma =E\cdot \varepsilon } afgeweken wordt (ε stelt de rek voor, E de elasticiteitsmodulus, en σ de aangebrachte spanning). In het figuur rechts weergegeven met de letter A. Boven de proportionaliteitsgrens is, voor een bepaalde aangelegde spanning, de rek groter dan men volgens de wet van Hooke zou verwachten.
De proportionaliteisgrens is lager dan de elasticiteitsgrens.

Spanning-rekdiagram van een ductiel materiaal.
2: proportionaliteitsgrens,
3: elasticiteitsgrens,
4: 0,2%-rekgrens.